# Palamu
Palamu (Palamau) är ett distrikt norr om Sondalen i de lägre delarna av högplatån Chutia Nagpur i den indiska delstaten Jharkhand. Ytan är 5 043 km², folkmängden 1 533 176 invånare. Huvudort är Medninagar.
I distriktet finns Palamaus nationalpark.